# Tomáš Frühwald
Tomáš Frühwald (* 23. září 2002 Banská Bystrica) je slovenský profesionální fotbalový brankář, který chytá za český klub Bohemians Praha 1905 a za slovenský národní tým do 21 let.

## Klubová kariéra
Frühwald v A-týmu Ružomberku debutoval v sezoně 2021/22 a ve slovenské nejvyšší soutěži odchytal celkem 33 utkání.
Frühwald s Ružomberkem v sezoně 2023/24 získal domácí pohár. Slovenské mužstvo si díky tomu zahrálo kvalifikaci Evropské a později Konferenční ligy a vypadlo až v závěrečném 4. předkole s arménským Noahem. Frühwald odchytal všech osm zápasů předkol. V dresu Ružomberku odchytal dohromady během čtyř sezón 51 utkání a udržel 22 čistých kont.
Frühwald v létě 2024 přestoupil do českého prvoligového klubu Bohemians Praha 1905. V Ďolíčku podepsal blíže nespecifikovanou dlouholetou smlouvu. Podle představenstva klubu se slovenský reprezentant do 21 let stal nejdražší posilou v novodobé historii Klokanů.

## Reprezentační kariéra
Frühwald je od roku 2018 součástí slovenských mládežnických výběrů.